# Scutula miliaris
Scutula miliaris är en lavart som först beskrevs av Carl (Karl) Friedrich Wilhelm Wallroth, och fick sitt nu gällande namn av Vittore Benedetto Antonio Trevisan de Saint-Léon. Scutula miliaris ingår i släktet Scutula, och familjen Pilocarpaceae. Arten är reproducerande i Sverige.